# Amyris purpusii
Amyris purpusii är en vinruteväxtart som beskrevs av Percy Wilson. Amyris purpusii ingår i släktet Amyris och familjen vinruteväxter. Inga underarter finns listade i Catalogue of Life.